# Renate Schottelius
Renate Schottelius (Flensburgo, Alemania; 8 de diciembre de 1921 - Buenos Aires, Argentina; 27 de septiembre de 1998) fue una bailarina, coreógrafa y docente alemana, pionera de la danza moderna en Argentina.

## Biografía
Hija del dramaturgo, etnólogo y arqueólogo profesor Justus W. Schottelius, creció en Berlín y estudió ballet en la Ópera de Berlín y danza moderna con Ruth Abramovitz de la escuela de Mary Wigman.
Emigró debido al ascenso del nazismo en 1936 a la Argentina donde fue recibida por un tío (sus padres emigraron a Colombia) y donde se perfeccionó con Miriam Winslow bailando en su compañía entre 1942 y 1947.
En 1953 viajó a Estados Unidos estableciendo contactos con coreógrafos como Martha Graham, José Limon, Hanya Holm y Agnes De Mille.
Sus coreografías se presentaron en el Teatro Presidente Alvear, el Teatro San Martín, el Teatro Blanca Podestá y el Teatro Astral.
Regresó a Alemania de visita en 1958 y dio clases magistrales en Boston. Entre sus discípulos más destacados, se encuentran el coreógrafo argentino Oscar Aráiz y la bailarina y coreógrafa Ana María Stekelman.
En cuanto al ejercicio de la docencia, además de dar clases en su estudio privado, fue profesora en la Escuela de Bellas Artes de la Universidad de La Plata, en la Escuela Nacional de Danzas, en el Instituto Superior de Artes del Teatro Colón, en el Taller de Danzas del Teatro Municipal General San Martín; también en Collegium Musicum, en Balettakademien (Estocolmo), en el Grand Théâtre de Genève (Suiza) y en el Balé da Cidade de São Paulo (Brasil).
También fue docente asesora del Grupo Experimental de Danza Contemporánea (G.E.D.C.), grupo formado por sus alumnas de técnica y composición Mercedes Camerucci, Susana Sommi, Mara Markoff, Ingelore Meyer y Gerti Sorter, quienes le pidieron su supervisión.
En 1989 recibió el Premio Konex - Diploma al Mérito como una de las mejores coreógrafas de la historia en Argentina.
Falleció a los 76 años a causa de una enfermedad pulmonar.